# 朱利安·皮尔斯
朱利安·皮尔斯（英語：Julian Pearce，1937年3月7日—），澳大利亚男子曲棍球运动员。他曾代表澳大利亚国家队参加1960年、1964年和1968年夏季奥林匹克运动会曲棍球比赛，获得一枚银牌。

## 家庭
兄弟梅尔·皮尔斯、埃里克·皮尔斯、戈登·皮尔斯等。